# Watersipora subatra
Bryozoaire orange vif à points noirs
Espèce
Watersipora subatra, le Bryozoaire orange vif à points noirs, est une espèce d'ectoproctes de la famille des Watersiporidae.

## Distribution et habitat
L'espèce est originaire du Japon puis a été introduite sur la côte atlantique vraisemblablement avec l'importation d'huitres Magallana gigas dans les années 1980. Elle se rencontre dans l'Atlantique Nord-Est, dans le bassin Indo-Pacifique ouest et dans le Pacifique.

## Description
Watersipora subatra est un bryozoaire encroûtant se présentant sous la forme d’une colonie plate ou foliacée, lisse et brillante constituée de plusieurs séries d’individus empilés. La colonie peut être de couleur orange vif à rouge avec plus ou moins de zones noires au centre. Les zones les plus anciennes, centrales, des vieilles colonies sont souvent noires, parfois c’est toute la colonie qui est noire à l’exception de la marge, la zone de croissance, qui reste orange ou rouge. Lorsque la colonie meurt ou se dessèche, elle devient alors uniformément brun violet foncé ou noire.
Les grandes colonies peuvent atteindre jusqu’à 25 cm de diamètre.

## Biologie
L'alimentation est assurée à l'aide des lophophores qui capturent les organismes en suspension, notamment les diatomées qui sont un composant majeur de l'alimentation de l'espèce.
La reproduction est sexuée, la colonie est hermaphrodite. Une fois la larve libérée, elle se fixe au substrat après quelques heures et se métamorphose en ancestrule, c'est-à-dire le premier zoïde à partir duquel se développe une nouvelle colonie.

## Systématique
Le nom valide complet (avec auteur) de ce taxon est Watersipora subatra (Ortmann, 1890).
L'espèce a été initialement classée dans le genre Schizoporella sous le protonyme Schizoporella aterrima var. subatra Ortmann, 1890,.
Ce taxon porte en français le nom vernaculaire ou nom normalisé suivant : Bryozoaire orange vif à points noirs.
Watersipora subatra a pour synonyme :
- Schizoporella aterrima var. subatra Ortmann, 1890

### Publication originale
- (de) A. Ortmann, « Die Japanische Bryozoenfauna », Archiv für Naturgeschichte, Berlin, vol. 56,‎ 1890, p. 1-72 (ISSN 0365-6136, lire en ligne, consulté le 23 septembre 2024).